# سوءظن (مجموعه تلویزیویی)
سوءظن یک مجموعه تلویزیونی محصول سال ۱۳۷۴ به کارگردانی عبدالرضا اکبری، نویسندگی و تهیه‌کنندگی می‌باشد که از برنامه «سیمای خانواده» شبکه ۱ پخش شد.

## بازیگران
- پرویز بذرپیشه
- رحمان مقدم
- سروش خلیلی
- علی یعقوب‌پور
- غلامرضا اصانلو
- فرخ‌لقا هوشمند
- نصرت دستمردی